# Nobody (Klara Hammarström)
Nobody è un singolo della cantante svedese Klara Hammarström, pubblicato l'8 febbraio 2020 su etichetta discografica Warner Music Sweden.

## Descrizione
Con Nobody la cantante ha preso parte a Melodifestivalen 2020, la competizione canora svedese utilizzata come processo di selezione per l'Eurovision Song Contest, marcando la sua prima partecipazione. Ha presentato il brano durante a Göteborg in occasione della seconda semifinale dell'8 febbraio 2020 e si è piazzata 5ª su 7 partecipanti, non accedendo quindi alle fasi successive della rassegna.

## Tracce
Testi e musiche di Erik Smaaland, Palle Hammarlund e Klara Hammarström.
1. Nobody – 2:59

## Classifiche
| Classifica (2020) | Posizione massima |
| ----------------- | ----------------- |
| Svezia            | 100               |